# Диц
Диц (њем. Diez) град је у њемачкој савезној држави Рајна-Палатинат. Једно је од 137 општинских средишта округа Рајн-Лан. Према процјени из 2010. у граду је живјело 10.805 становника. Посједује регионалну шифру (AGS) 7141029.

## Географски и демографски подаци
Диц се налази у савезној држави Рајна-Палатинат у округу Рајн-Лан. Град се налази на надморској висини од 110 метара. Површина општине износи 12,4 km². У самом граду је, према процјени из 2010. године, живјело 10.805 становника. Просјечна густина становништва износи 871 становника/km².